# Jerzy Gaul
Jerzy Gaul (ur. 1948) – polski historyk, doktor habilitowany nauk humanistycznych, archiwista, profesor nadzwyczajny Wydziału Prawa, Administracji i Zarządzania Uniwersytetu Jana Kochanowskiego w Kielcach, specjalności naukowe: archiwistyka, austriacka kancelaria wojskowa, historia polityczna XX w.

## Życiorys
Uzyskał stopień naukowy doktora. W 2004 otrzymał na Wydziale Humanistycznym Uniwersytetu Zielonogórskiego stopień naukowy doktora habilitowanego nauk humanistycznych w dyscyplinie historia.
Został profesorem nadzwyczajnym na Wydziale Prawa, Administracji i Zarządzania Uniwersytetu Jana Kochanowskiego w Kielcach. Był pracownikiem Naczelnej Dyrekcji Archiwów Państwowych
Mieszka w Warszawie.

## Wybrane publikacje
- Z badań nad dziejami kancelarii i opracowania akt austriackich z XVIII - XX wieku na ziemiach polskich: wyniki prac zespołu naukowego powołanego przez Naczelnego Dyrektora Archiwów Państwowych do przygotowania wskazówek metodycznych pomocnych przy opracowaniu akt wytworzonych w okresie funkcjonowania kancelarii austriackiej, Warszawa 2010,
- Polonica w Archiwum Parlamentu w Wiedniu. Archiwum Izby Posłów Rady Państwa 1861-1918, Warszawa 2014,
- Społeczeństwo polskie w świetle raportów politycznych austro-węgierskiego Generalnego Gubernatorstwa Wojskowego w Polsce 1915-1918, Warszawa 2015 (współredaktor z Alicją Nowak),
- Józef Piłsudski. Źródła z lat 1914–1918 w Austriackim Archiwum Państwowym w Wiedniu, Warszawa 2017,
- Austro-Węgry wobec odbudowy państwa polskiego. Źródła w Austriackim Archiwum Państwowym w Wiedniu (IV 1916-X 1917). Österreich-Ungarn und die Wiederrichtung des polnischen Staates. Quellen im Österreichischen Staatsarchiv in Wien (IV 1916-X 1917), Warszawa 2020